# 天安门金水桥恐怖袭击案
天安门撞桥事件（或称金水桥事件；“10·28”暴力恐怖袭击事件），是一起于2013年10月28日发生在中华人民共和国北京市天安门城楼前的汽车袭击事件。事件中共有5人丧生，其中3人在事发越野车内随汽车的燃烧当场死亡，其他2人分别是来自菲律宾和广东的游客。恐怖组织“突厥斯坦伊斯兰党”称对吉普车冲撞天安门事件负责。
事件发生后，中国大陸各省市进入北京的高速公路陆续設置了检查站，对外地车辆全员逐一进行身份证查验，开车通过检查站的流程与通过海关的流程大致相同，但檢查力度相比海關較為寬鬆。此后在北京限行外地车辆的相关政策中，添加了全日禁止外地车驶入天安门、中南海周边的长安街等道路这一规定。北京市人民政府也因此加大了對進入天安門廣場及周邊地區人員的安檢力度，並派駐大量公安、武警全天候于長安街（二環內區段）巡邏值守。這一事件也被認爲是北京對疆政策轉向高壓的轉折點。2014年6月24日，中国大陸国家互联网信息办公室发布电视专题片《恐怖主义的网上推手》，该电视专题片首次披露了该事件的现场监控视频。

## 事件经过
2013年10月28日中午12点05分左右（北京时间），一辆吉普车在北京天安门广场前由东闯入长安街便道。路透社援引一名目擊者的話說，這輛車拖着一個寫着黑字的白色標語。在撞倒多名行人，冲破武警形象岗哨位后，又撞上了天安门城楼前金水桥的护栏，随即起火。事發後，警方迅速封鎖了天安門廣場，并对周边地区进行交通管制。中國官方也立即删除了互联网上有关这件事的非官方信息。外流照片上可見在天安門前毛澤東畫像的下方，一台吉普車正起火燃燒，同時冒出大量濃煙。
最初的报道指车内3人当场死亡。另有38人在事件中受伤，其中有11人被送往医院救治，其中两名当时在广场上的游客伤重死亡。受伤的38人中包括3名菲律宾游客（2女1男）和1名日本男游客。至当地时间10月30日下午，伤者中有5人已进行了手术，12人在ICU病房治疗，其余21人则转为一般住院或留院观察。至31日14时，送医的42名伤患中（包括三名武警女战士）累计3人出院，8人在ICU病房，10人已达出院标准。
中国大陆警方随后发出通知，要求北京各大酒店搜寻两名来自中国新疆的可疑人物。通知中同时提到了一辆汽车和新疆的车牌。警方还指示酒店要注意可疑的客人。警方还要求酒店报告所有自10月1日登记入住的客人，以及他们所驾驶的车辆。並表示此指示“为了防止犯罪嫌疑人及车辆犯下更多的罪行”。犯罪嫌疑人被指有维吾尔族姓名，来自常有暴力事件发生的新疆地区。其中一名嫌犯疑来自鄯善县。
11月24日，路透社消息指一个自称是“突厥斯坦伊斯兰党”的恐怖组织团体承认发动了10月28日天安门袭击事件，他们在網路上发表了一份录音：“60年来，你们（中華人民共和國政府）欺骗了东突厥，如今，我们覺醒了。人民明白了谁才是他们真正的敌人，他们接受了教训，回到自己的宗教中。” 并表示这是他们针对北京当局发起的第一波攻击行动，他们会陆续发起针对中国政权的行动，包括袭击人民大会堂。
金水桥事件发生后，中共新疆维吾尔自治区党委常委，新疆军区司令员、党委副书记彭勇中将被免职，继任者为新疆军区政治委员刘雷。

## 侦破结果及后续调查
2013年10月30日，中国中央电视台报道警方已破案。车内发现盛汽油装置、砍刀、铁棍，及印有“圣战”等宗教极端主义内容的旗帜，犯罪嫌疑人乌斯曼·艾山、其母库完汗·热依木及妻古力克孜·艾尼3人在该恐怖袭击案件中当场死亡。玉山江·吾许尔、玉苏甫·吾买尔尼亚孜、玉苏普·艾合麦提、古丽娜尔·托乎提尼亚孜、布坚乃提·阿卜杜喀迪尔等5名同伙也已被抓获。据朝日新闻社披露，事件发生后五个小时，警方找到了肇事车辆车牌登记者玉山江·吾许尔在新疆伊宁市的家屬，其家屬否認知情。
2014年5月30日，新疆维吾尔自治区乌鲁木齐市人民检察院已将八名犯罪嫌疑以“组织、领导、参加恐怖组织罪和以危险方法危害公共安全罪”罪名向乌鲁木齐市中级人民法院提起公诉。6月13日，案件相关涉案犯罪嫌疑人在新疆乌鲁木齐中院公开审理。
6月16日，案件在乌鲁木齐中院一审宣判，以组织、领导恐怖组织罪、以危险方法危害公共安全罪数罪并罚，判处被告人玉山江·吾许尔、玉苏甫·吾买尔尼亚孜、玉苏普·艾合麦提死刑，剝奪政治權利終身；以參加恐怖组织罪、以危险方法危害公共安全罪数罪并罚，判处被告人古丽娜尔·托乎提尼亚孜无期徒刑，判处被告人布坚乃提·阿卜杜喀迪尔有期徒刑20年；以参加恐怖组织罪，判处被告人托合提·麦合麦提、吐逊江·阿不力孜有期徒刑10年，判處被告人阿布拉·尼牙孜有期徒刑5年。
瀋陽女子陳某某（34歲）2003年在買烤肉時結識賣烤肉的烏斯曼·艾山，不久後同居生育兩個兒子。2014年12月5日陳某某被警方逮捕，後因涉嫌犯幫助毀滅證據罪被判處有期徒刑二年。

## 各方反应

### 中华人民共和国
中共中央政法委书记孟建柱于10月31日向上合组织地区的反恐怖机构执委会通报了此次事件，指出这起恐怖袭击的幕后指使者就是东突厥斯坦伊斯兰运动，并强调中国政府必须采取更加坚决的态度严厉打击恐怖行为。
31日下午，中华人民共和国外交部召开记者会就世维会的质疑回应道“这是一起经过严密策划，有组织、有预谋的恐怖袭击案件”，“中国政府坚决反对并严厉打击一切形式的恐怖主义”。
《北京日报》于11月3日引述中共北京市委书记郭金龙在11月初北京政府官员的专题调查活动中的談話，他表示“10·28”恐怖袭击替北京的公共服务和公共安全敲响了警钟，要求“把反恐防暴徹底纳入工作体系”，还強調“围绕反恐防暴確實提高安保能力和情报信息预警能力”。

### 国际
法國：時任法国总统弗朗索瓦·奥朗德正與访问法国的中華人民共和國外交部长王毅进行会谈时表示对此次恐怖事件予以谴责。

## 相关评论

### 民间
中国天涯論壇上有维吾尔人发声，表示感到“心痛”。有维吾尔族认为新疆“被这他們（激进主义者）弄得乌烟瘴气”，袭击者“打着宗教的名号干壞事”、“讓宗教背上包袱”，袭击事件只会“把新疆和维吾尔族推上风口浪尖”。

### 各地媒体
中国内地多家媒体在第一时间内作出简短新闻报道报告。
台湾的《自由時報》在报道中称：有目擊者在網路發文，指他看見多輛消防車、1輛救護車和眾多警車, 装甲突击车开赴火警地點，事故現場黑煙直衝天際，伤者大多横七竖八躺倒在地，不省人事。並指此為「撞車自焚」，但發文立刻遭到刪除。台湾多家媒體因而在第一時間報導可能發生「自焚攻擊」，台湾民视新聞还報導有國際媒體認為可能涉及維權行動。
中国互联网用户也转贴传播这一事件的照片。英国BBC声称，中国社交媒体上的一些照片“很快就遭到删除”，评论也“受到严格审查”。
英国广播公司（BBC）引述《泰晤士報》記者路易斯10月29日在北京的分析報道认为，此汽車爆炸事件令北京政府恐慌，中國官方對事件透露的信息十分有限，多數媒體緘口不言。截止2013年10月29日，中国大陆尚未公开评论这一事件，来自《时代》杂志的说法表示“政府迄今牢牢把握的事态，一直很少公开提及相关的情况。”事件发生之后，英国广播公司攝影组立刻搭车前往现场拍照，之後被北京警方扣留约20分钟，以检查记者证件。
美國CNBC電視台引述專家分析認為，這起事件带来了一系列重大後果，可能設立了一個「危險的先例」；它凸顯了「瞄準北京的中共領導人」的象徵性意義，且若發生進一步類似事件，可能損害人們對北京安全、中國經濟的信心。
美国自由亞洲電台報導，涉事的維吾爾族族人﹐可能為報復當局強拆其位於新疆阿克陶縣集資興建的清真寺。阿克陶縣Yengi Aymaq村前村長哈穆.吐迪（音譯）（Hamut Turdi）透露，村民集資約二十萬元興建一間名叫派黎（音譯）（Pilal）清真寺，烏斯曼也捐了一大筆錢，並於2011年成功申請到許可證。但2012年被當局指是非法宗教場所，逾百名警察包圍寺院，工人拆掉清真寺。33歲的烏斯曼曾公開發誓會替村民報復，他認為烏斯曼在天安門襲擊可能為了報復。
美国CNN发表文章《天安门的车祸：恐怖主义还是绝望的呼喊？》，同情自杀袭击者，认为袭击者“连枪都没有”，根本不能说是策划好的恐怖袭击，而是一个维吾尔家庭在中国统治下绝望的表现。
日本《讀賣新聞》在標題為「衝擊天安門事件可看出中國社會不安定」的社論指出，雖然事件看來是少數民族的自殺式恐怖行動，但也是顯示反抗中共統治的意思。除了少數民族，佔中國人口9成的漢族人也充滿對貧富懸殊的社會感到憤恨，以恐怖行動和暴動等來抗議的事件每年有18萬件之多，說明了中國社會不安定的進行式。現代中國論教授興梠一郎說：「三中全會在即，對急於解決案件的中國政府來說，最簡單方法就是把案件定為恐怖行動，而且也最有利於今後加強壓制少數民族要求獨立的行動理由。」《產經新聞》駐北京記者的報導則引述中共黨內人士的話指出，這次事件可能將加速中共高層權力鬥爭。消息說維族涉案突顯了由習近平主導對少數民族的高壓政策，令與習保持距離的黨內改革派今後要求轉換政策的聲音趨於高漲。

### 媒體爭議
由于中国长期管制媒体报道，减少不利信息的传播，並在特定政治事件中強迫媒體報導口徑一致，中国媒體缺乏自由媒体的特质，难以被群眾广泛采信，这造成外部媒体特别是西方媒体获得了中国国内事件的主要话语权。而中國政府及其媒體認為，大量由西方政府资助的中国流亡政治团体在西方以受害者角度发声。一些亲中媒体如香港凤凰卫视报道称，中国政府为维护自身的国际形象，往往对“不太出格的恐怖行为”采取“容忍态度”（僅使用有限的监控策略），政府的底线因此萎縮，而西方媒体却被中国政府指控放大这种“伊斯兰圣战”的行為；另一方面，一旦出現重大伤亡事件，政府的鎮壓難以避免暴政、种族灭绝的标签。包括曾经出现的多次民族事件，西方媒体都在第一时间认为政府镇压民族但中国政府认为相关报道扭曲。纽约时报还认为，中國政府僱用了一大批人員，專門負責监控网络通信和手机通话。相关媒体认为，压制政策使被严重疏离的维吾尔人越来越激进，并引用维吾尔族经济学家伊力哈木·土赫提的话：“事情正在变化，越变越糟。”

### 流亡維吾爾人
10月31日，部分报道援引法新社消息，称世界維吾爾代表大會反驳北京警方“10·28事件”是恐怖袭击事件的这一说法，并对此质疑。世維會主席熱比婭發表聲明稱擔心中國政府將捏造事實，並利用事件為借口加強鎮壓新疆維族人民，並擔心鎮壓會引起維族人的反抗。北美地區維吾爾人社區領袖認為，在中國的民族歧視政策下，維吾爾人的暴力抗議會越來越多，其他被邊緣化的民族，諸如西藏和蒙古族的激烈反抗也會越來越多。加拿大維吾爾協會主席馬西莫夫表示應稱為「東突厥斯坦」，意即突厥人的土地。他說漢族人口大量湧入，比例由以前的4%已增加到45%，維吾爾人在當地被邊緣化。他認為中共當局只代表漢族人的利益，對於維吾爾人來說，自決是唯一的選擇。
部分接受外媒訪問的維族人士則質疑當局說法是「可疑的鎮壓藉口」，部分維族學者對中国政府公布的结果存疑，呼籲當局公布更多信息，並擔心維吾爾人處境將更艱難，矛盾衝突將更激化。